# فردریک لووه
فردریک لووه (آلمانی: Frederick Loewe; ۱۰ ژوئن ۱۹۰۱ – ۱۴ فوریهٔ ۱۹۸۸) آهنگساز اتریشی-آمریکایی بود. او با ترانه‌سرای آمریکایی، آلن جی لرنر، در تهیهٔ مجموعه‌ای از موزیکال‌های برادوی از جمله بانوی دلخواه من و کملوت همکاری داشت.